# ハビエル・ピノラ
ハビエル・ピノラ（Javier Horacio Pinola, 1983年2月24日 - ）は、アルゼンチン・ブエノスアイレス州出身の元サッカー選手。元アルゼンチン代表。現役時代のポジションはディフェンダー（左サイドバック、センターバック）。

## 経歴
2007年、アルフィオ・バシーレ監督によってアルゼンチン代表に招集された。6月5日のアルジェリア戦に出場した。
2015年6月23日、CAロサリオ・セントラルへの入団が決定し、入団会見を行った。